# Wirtschaftsjournalist:in
Wirtschaftsjournalist:in (bis zur Ausgabe 2022#4 Wirtschaftsjournalist) ist eine Fachzeitschrift für Finanz- und Wirtschaftsjournalisten. Sie erscheint alle zwei Monate im Verlag Johann Oberauer und hat eine Auflage von 5.000 Exemplaren.

## Geschichte
Die Zeitschrift Wirtschaftsjournalist erschien am 7. Mai 2001 erstmals. Herausgegeben wurde das Blatt von Volker Wolff. Die Publikation erschien in einer Auflage von 4.790 Exemplaren. Zielgruppe des Magazins sind laut Verlagsangaben Finanz- und Wirtschaftsjournalisten, IR-Manager, Pressesprecher und Führungskräfte in der Wirtschaft.
Erste Chefredakteurin der Zeitschrift war Annette Milz. Nachfolger von Annette Milz wurde 2003 Christoph Peck, der zuvor als geschäftsführender Redakteur bei der Zeitschrift Capital tätig war. Volker Wolff und Christoph Peck verließen 2008 die Zeitschrift. Markus Wiegand wurde daraufhin neuer Chefredakteur. Diesen Posten hatte er bis 2015 inne. Von 2016 bis 2018 war Susanne Lang Chefredakteurin, ihr folgte Wolfgang Messner. Anfang 2023 übernahm Marcus Hebein die Chefredaktion. Messner wechselte in die Rolle des Chefreporters.